# Technopole
Cet article possède un paronyme, voir Technopol.
 (mai 2013).
Une technopole est une aire urbaine concentrant des activités de haute-technologie. Un technopôle est un espace consacré aux hautes technologies dans une agglomération qui n'est pas forcément une métropole.  
Le mot apparaît dans la littérature depuis la fin des années 1970. Rapidement, un débat s'est engagé sur l'orthographe et le genre du mot. L'Académie française a opté en 1988 pour la technopole (cité des techniques) d'une part et le pôle de technologie d'autre part.
La première technopole en France qui ait consolidé la définition est celle de Sophia Antipolis, imaginée par le sénateur Pierre Laffitte à l'origine de la Fondation Sophia Antipolis et également créateur de l'Association mondiale des parcs scientifiques (IASP International Association of Science Parks).

## La technopole
La technopole est le concept d'origine, confondu souvent avec celui de « technopôle » toujours invoquée par certaines technopoles (celle de Metz ou du Mans, par exemple).
Certains dictionnaires usuels (Petit Robert et Petit Larousse) continuent à proposer une distinction de sens entre la technopole et le technopôle : une technopole (du grec polis signifiant cité) serait un site urbain de technologie disposant de structures favorables au développement de techniques de pointe, tandis qu'un technopôle serait un site urbain destiné à accueillir des entreprises dites de haute technologie.
Cependant, dans les années 1990, on considérait par exemple que l'agglomération grenobloise était une technopole (aire urbaine concentrant des activités de haute-technologie aujourd'hui dénommée "métropole technopolitaine") comprenant plusieurs technopôles (au masculin) dont la ZIRST de Meylan (aujourd'hui Inovallée) et le Polygone scientifique : la distinction entre les deux termes était alors claire. Pour lever toute ambiguïté, le terme de technopôle est préférablement remplacé par celui de « pôle de technologie ».
Historiquement, l'idée de technopole renvoie à la notion de cité (polis en grec) dévolue aux techniques. Dans l'Encyclopédie de géographie, elle est définie comme « la réunion en un même lieu d'activités de haute technologie (électronique, chimie, biologie...), centres de recherche, entreprises, universités, ainsi que des organismes financiers facilitant les contacts personnels entre ces milieux. »
En règle générale, les technopoles et les pôles de technologie sont des groupements d'organisations de recherche et d'affaires qui s'attachent au développement scientifique en englobant un processus allant de l'étape du laboratoire jusqu'à celle de la fabrication du produit. Ainsi, la technopole désigne un espace précis, le point singulier d'un territoire où se concentrent et s'irriguent mutuellement les activités économiques liées aux techniques nouvelles. Physiquement, c'est un ensemble d'entreprises (majoritairement petites et moyennes) structuré dans un environnement de qualité. Cet ensemble est situé généralement dans un système relationnel fermé avec des universités et des instituts de recherche technique, publics et privés.
Forme d'urbanisation, la technopole semble alors constituer un processus complexe de territorialisation-relocalisation selon les stratégies des firmes dominantes, tout en faisant preuve d'une volonté d'ancrage et d'intégration avec les collectivités locales.
La création de technopoles fut mise en œuvre par des villes dont les stratégies de développement économique s'appuyaient sur la valorisation d'un potentiel universitaire et de recherche, avec l'espoir que cette mise en valeur entraîne une industrialisation nouvelle à l'initiative d'entreprises de haute technologie, créées ou attirées sur place. En France, les premières technopoles et les premiers pôles de technologie (souvent maladroitement intitulés « technopôles ») ont souvent été créés à l'initiative de l'État (sud-ouest de  Paris, Sophia Antipolis, Rennes Atalante, Nancy-Brabois, Inovallée-Grenoble, Futuroscope, EPALE...)ou des collectivités locales comme à Lyon. La Technopole de Sophia Antipolis (cité de la science et de la sagesse près de Nice) actuellement la plus ancienne et plus grande d'Europe (1969, 2 400 ha) a été fondée sur un projet d'intérêt national sous la gouvernance d'une mission interministérielle.

## Le pôle de technologie
Quant au pôle de technologie (ou technopôle), il évoque le développement polarisé des années 1950-1960 avec les pôles de croissance et pôles de développement. L'idée des technopoles est née de la volonté du gouvernement japonais de rapprocher les universités des centres de recherche. Technopolis a été le nom donné à la loi définissant un grand plan de développement de parcs scientifiques au Japon mis en place au début des années 80. Ce plan a été notamment promu par MITI dans la ville de Tsukuba. Lors d'un entretien avec le Conseiller du Président de la République qui se déroule à l'Elysée en 1984, un expert français a évoqué ce plan parmi un ensemble de mesures favorables à la mise en oeuvre d'une nouvelle politique informatique. M;  Charles Salzmann s enthousiasme pour le concept et décide de le promouvoir en remplacement de l'ancien appellation ZI (Zone Industrielle). C'est à partir de cette date qu'on voit le concept de "technopole" apparaître sur tout le territoire français, sans que le concept recouvre comme au Japon une réalité juridique quelconque..

## Typologie des technopoles et pôles de technologie
D'après l'importance et le type d'activité, on peut classer les technopoles ou pôles de technologie en plusieurs catégories :
- Les centres d'innovation : en extension à l'intérieur de campus universitaire, ils fournissent de petites unités de recherche ou d'expertises pour les entreprises (exemple : à l'Université de technologie de Compiègne).Les CEEI (Business Innovation Centers Européens) issus de la commission européenne et sous la houlette du réseau EBN (European Business & Innovation Centre Network) situé à Bruxelles qui compte plus de 130 CEEI dans 29 pays. En France les CEEI sont fédérés par le réseau Retis qui regroupe plus de 133 membres (technopoles, CEEI, incubateurs et pôles de compétitivité). Sophia_Antipolis est la 1ere technopole d'Europe situé à Valbonne dans les Alpes_Maritimes avec des campus universitaires et des centres d'innovations dans les technologies du numérique.
- Les parcs scientifiques : nés dans les pays anglo-saxons, aménagés à l'initiative des universités et à proximité des campus, leur développement est lié aux firmes possédant un département de « recherche et développement » en croissance ou déjà renommé, associé avec les laboratoires universitaires et avec d'autres unités subordonnées. Cet ensemble se compose de bureaux, de laboratoires et d'ateliers (exemple classique de Cambridge Research Park en Grande-Bretagne[réf. souhaitée]). Les technopoles françaises s'inspirent souvent de ce modèle, même si elles n'ont que très rarement été à l'initiative de l'enseignement supérieur, mais plutôt des collectivités et Chambres de Commerce (cf.le parc scientifique de Gerland à côté de l'ENS à Lyon).
- Les parcs technologiques comprennent une forte proportion de recherche appliquée, éventuellement (mais pas nécessairement) en liaison avec les universités. L'activité essentielle y est la production industrielle de haute technologie et les services aux entreprises. Les technopoles sont souvent l'objet d'une opération mixte, activités économiques d'un côté, habitat et équipements de l'autre. Les exemples classiques en France sont Ester, Inovallée, Sophia Antipolis, Rennes Atalante, Temis ou encore la technopole de Villeneuve-d'Ascq dans le Nord.
- Les parcs d'affaires et commerciaux : ils sont caractérisés par un environnement de haute qualité avec une faible densité et répondant à toutes les exigences des entreprises commerciales ayant une image de prestige et par des activités hautement spécialisées. Les fonctions sont triples : manufacture, commerce et services professionnels (On trouve de nombreux exemples dans la région parisienne, plus particulièrement près des aéroports).
- Les zones industrielles supérieures : souvent influencées par l'image des parcs scientifiques et les tendances récentes de construction, elles ont une liaison faible voire éloignée de la haute technologie. Mais par la qualité du « design » et de leur apparence, elles ont bénéficié d'une image authentique de haute technologie.
- Les Parcs Scientifiques Verts (Green Innovation Parks) : en 2009-2010, une nouvelle approche développée par la société Cicom à Sophia Antipolis consiste à concevoir des parcs d'activités scientifiques et technologiques qui ne consomment plus d'énergie et sont donc auto-suffisants; cette nouvelle génération de Green Park s'implante actuellement dans l'Oregon, à Izmir en Turquie, à Abu Dhabi avec le projet Masdar City par exemple et Pékin en Chine (Green Innovation Park). On y trouvera toutes les technologies vertes : énergie solaire photovoltaïque (tels que SAVOIE Tecnnolac)  et thermique, éoliennes, puits géothermiques, recyclage de l'eau et des déchets, agriculture locale, transports électriques, etc.